# بولامون أصفر
بولامون أصفر (الاسم العلمي:Polemonium flavum) هو نوع من النباتات يتبع جنس البولامون من الفصيلة البولامونية.